# Bartolomeo Corsini
Bartolomeo Corsini (Barberino di Mugello, 6 giugno 1606 – Barberino di Mugello, 24 maggio 1673) è stato un poeta e traduttore italiano.
Corsini è autore della prima traduzione completa di Anacreonte in versi italiani. François-Séraphin Régnier-Desmarais la fece stampare a Parigi nel 1672. La traduzione di Corsini fu riedita con quelle di Regnier-Desmarais, Marchetti e Salvini (Venezia, Piacentini, 1736).

## Biografia
Visse nella sua villa, la domus quietis, a Barberino dove  compose il poema Il Torracchione desolato e altre opere.
Il Torracchione desolato (1660), pubblicato per la prima volta nel 1768, è un poema eroicomico, che descrive la contesa fra Alcidamante, conte di Mangone, e Lazzeraccio, imperatore di Ortaglia, terminata con la vittoria di Alcidamante. Oggetto della contesa è il possesso di Elisea, rapita dal gigante Giuntone. Il Torracchione è una fortezza di Lazzeraccio, tra Stura e Lora, fortezza che viene distrutta da Alcidamante.

## Opere
- Anacreonte, Anacreonte poeta greco. Tradotto in verso toscano, da Bartolommeo Corsini, a cura di François-Séraphin Régnier-Desmarais, Parigi, 1672. URL consultato il 6 giugno 2019.
- Anacreonte, Anacreonte tradotto in versi italiani da varj. Con la giunta del testo greco, e della versione latina di Giosuè Barnes, traduzione di Bartolomeo Corsini, François-Séraphin Régnier-Desmarais, Alessandro Marchetti, Anton Maria Salvini et al., (la traduzione di Corsini è alle pp. 33-64), Venezia, Appresso Francesco Piacentini, 1736. URL consultato il 19 agosto 2019.
- Epitteto, I pannicei caldi. Traduzione del Manuale d'Epitteto fatta da Bartolommeo Corsini, Firenze, Presso Riccardo Tondini Librajo Fiorentino, 1815 (postumo). URL consultato il 6 giugno 2019.